# Contea di Cherokee (Kansas)
La contea di Cherokee (in inglese Cherokee County) è una contea dello Stato USA del Kansas. Il nome deriva dalla tribù di nativi americani Cherokee. Al censimento del 2000 la popolazione era di 22 605 abitanti. Il capoluogo della contea è Columbus.

## Geografia fisica
L'U.S. Center Bureau certifica che l'estensione della contea è di 1531 km², di cui 1521 km² composti da terra e i rimanenti 10 km² composti di acqua.

## Contee confinanti
- Contea di Crawford, Kansas - nord
- Contea di Jasper, Missouri - est
- Contea di Newton, Missouri - sud-est
- Contea di Ottawa, Oklahoma - sud
- Contea di Craig, Oklahoma - sud-ovest
- Contea di Labette, Kansas - ovest

## Storia
La contea è stata costituita il 18 febbraio 1860.

## Geografia antropica

### Città
- Baxter Springs
- Columbus
- Galena
- Oswego  (per lo più in Labette County)
- Roseland
- Scammon
- Weir
- West Mineral

### Census-designated place
- Lowell[1]
- Riverton

### Area non incorporata
- Carona
- Cravensville[2]
- Crestline[3]
- Empire City
- Faulkner
- Hallowell
- Lawton
- Leawalk
- Melrose
- Military
- Naylor[1]
- Neutral
- Quaker[4]
- Sherman
- Sherwin[5]
- Skidmore
- Stippville[5]
- Turck

### Ghost towns
- Treece